# بازجوانی
بازجوانی (به انگلیسی: Rejuvenation) با تمدید حیات متفاوت است. بازجوانی می‌تواند موجب طولانی شدن زندگی نیز بشود اما بیش‌ترِ جوانب تمدید حیات با بازجوانی سر و کار ندارند
ورزش همچنین زندگی را طولانی می‌کند.